# Team Jayco AlUla/Saison 2025
Diese Liste beschreibt die Mannschaft und die Siege des Radsportteams Jayco AlUla in der Saison 2025. 

## Mannschaft
| Teamkader 2025          | Teamkader 2025     | Teamkader 2025         | Teamkader 2025                        |
| Name                    | Geburtsdatum       | Land                   | Vorheriges Team                       |
| ----------------------- | ------------------ | ---------------------- | ------------------------------------- |
| Hagos Welay Berhe       | 22. Oktober 2001   | Äthiopien              | EF Education-Nippo Development (2022) |
| Koen Bouwman            | 2. Dezember 1993   | Niederlande            | Team Visma \| Lease a Bike (2024)     |
| Alessandro De Marchi    | 19. Mai 1986       | Italien                | Israel-Premier Tech (2022)            |
| Davide De Pretto        | 19. April 2002     | Italien                | Zalf Euromobil Fior (2023)            |
| Robert Donaldson        | 8. April 2002      | Vereinigtes Königreich | Trinity Racing (2024)                 |
| Paul Double             | 25. Juni 1996      | Vereinigtes Königreich | Team Polti Kometa (2024)              |
| Eddie Dunbar            | 1. September 1996  | Irland                 | Ineos Grenadiers (2022)               |
| Luke Durbridge          | 9. April 1991      | Australien             | Jayco-AIS (2011)                      |
| Felix Engelhardt        | 19. August 2000    | Deutschland            | Tirol KTM Cycling Team (2022)         |
| Anders Foldager         | 27. Juli 2001      | Dänemark               | Biesse-Carrera (2023)                 |
| Patrick Gamper          | 18. Februar 1997   | Österreich             | Red Bull-Bora-Hansgrohe (2024)        |
| Dylan Groenewegen       | 21. Juni 1993      | Niederlande            | Jumbo-Visma (2021)                    |
| Asbjørn Hellemose       | 15. Januar 1999    | Dänemark               | ASD Swatt Club (2024)                 |
| Michael Hepburn         | 17. August 1991    | Australien             | Jayco-AIS (2011)                      |
| Christopher Juul-Jensen | 6. Juli 1989       | Dänemark               | Tinkoff-Saxo (2015)                   |
| Jelte Krijnsen          | 12. Mai 2001       | Niederlande            | Parkhotel Valkenburg (2024)           |
| Michael Matthews        | 26. September 1990 | Australien             | Team Sunweb (2020)                    |
| Hamish McKenzie         | 13. September 2004 | Australien             | Hagens Berman Jayco (2025)            |
| Luka Mezgec             | 27. Juni 1988      | Slowenien              | Giant-Alpecin (2015)                  |
| Kelland O’Brien         | 22. Mai 1998       | Australien             | St Kilda Cycling Club (2020)          |
| Ben O’Connor            | 25. November 1995  | Australien             | Decathlon-AG2R La Mondiale (2024)     |
| Lucas Plapp             | 25. Dezember 2000  | Australien             | Ineos Grenadiers (2023)               |
| Elmar Reinders          | 14. März 1992      | Niederlande            | Riwal Cycling Team (2022)             |
| Mauro Schmid            | 4. Dezember 1999   | Schweiz                | Soudal Quick-Step (2023)              |
| Campbell Stewart        | 12. Mai 1998       | Neuseeland             | Black Spoke Pro Cycling (2021)        |
| Jasha Sütterlin         | 4. November 1992   | Deutschland            | Bahrain Victorious (2024)             |
| Max Walscheid           | 13. Juni 1993      | Deutschland            | Cofidis (2023)                        |
| Filippo Zana            | 18. März 1999      | Italien                | Bardiani CSF Faizanè (2022)           |
| Chris Harper            | 23. November 1994  | Australien             | Jumbo-Visma (2022)                    |
| Alan Hatherly           | 15. März 1996      | Südarfika              | EF Education-Nippo Development (2023) |
|                         |                    |                        |                                       |
| Quelle: ProCyclingStats |                    |                        |                                       |

## Siege
| Siege    | Siege                                                     | Siege      | Siege  | Siege          | Siege |
| Datum    | Rennen                                                    | Staat      | Klasse | Sieger         |       |
| -------- | --------------------------------------------------------- | ---------- | ------ | -------------- | ----- |
| 9. Jan.  | Australische Meisterschaften, Einzelzeitfahren der Männer | Australien | CN     | Lucas Plapp    |       |
| 12. Jan. | Australische Meisterschaften, Straßenrennen der Männer    | Australien | CN     | Luke Durbridge |       |
| 2. Feb.  | Cadel Evans Great Ocean Road Race                         | Australien | 1.UWT  | Mauro Schmid   |       |

## UCI-Weltranglisten-Platzierungen
| UCI-Ranking | UCI-Ranking | UCI-Ranking | UCI-Ranking |
| Fahrer      | Fahrer      | Land        | Punkte      |
| ----------- | ----------- | ----------- | ----------- |